# Орловски, Питер
Питер Антон Орловски (англ. Peter Anton Orlovsky; 8 июля 1933 — 30 мая 2010) — американский поэт, представитель бит-поколения. Наиболее известен тем, что на протяжении более 30 лет был партнёром Аллена Гинзберга. 

## Жизнь и карьера
Его мать была американкой, а отец — русским иммигрантом. 
Его отец, прибыл в Нью-Йорк из России. Питер был одним из его четырех сыновей, родился на Манхэттене 8 июля 1933 года. В 1954 году Гинзберг увидел портрет Питера в Сан-Францисской студии художника Роберта ЛаВина (Robert LaVigne), где Питер Работал натурщиком, там же познакомился с ним — и семейная пара уже не расставалась до смертного часа Гинзберга в 1997 году.

## Смерть
Орловски скончался от рака лёгких в городе Сент-Джонсбери, штат Вермонт; ему было 76 лет. Он был похоронен с одной третью праха Гинзберга в Колорадо.